# 背景音乐
背景音乐（英語：background music，缩写：BGM）又称衬底音乐，是一種配乐，通常指在电视剧、电影、动画、电子游戏、網站中用于调节气氛的音乐，插入于对话之中，能够增强情感的表达，达到一种让观众身历其境的感受。另外，在一些公共场合（如酒吧、咖啡厅、商场）播放的音乐也称背景音乐。由於電視節目多以預錄形式呈現，有時候，嘉賓可能在現場錄製時自唱一小段背景音樂。